# 北沃尔登
北沃尔登是德国石勒苏益格－荷尔斯泰因州的一个市镇。总面积18.47平方公里，总人口289人，其中男性156人，女性133人（2011年12月31日），人口密度16人/平方公里。